# Vladimír Sobotka
Vladimír Sobotka, född 2 juli 1987, är en tjeckisk professionell ishockeyspelare som spelar för den amerikanska klubben Buffalo Sabres i NHL.
Han har tidigare spelat på NHL-nivå för St. Louis Blues och Boston Bruins och på lägre nivåer för Avangard Omsk i KHL, Providence Bruins i AHL och HC Slavia Praha i Extraliga.

## Spelarkarriär

### NHL

#### Boston Bruins
Sobotka draftades som 106:e totalt i NHL-draften 2005 av Boston Bruins. Han spelade sin första NHL-match 24 november 2007 mot New York Islanders. Senare under samma säsong gjorde han sitt första mål i NHL.

#### St. Louis Blues
26 juni 2010 tradades Sobotka från Boston Bruins till St. Louis Blues.
15 juni 2011 skrev han på ett treårskontrakt med Blues.
9 mars 2013 gjorde Sobotka sitt första hattrick i NHL.

#### Buffalo Sabres
Den 1 juli 2018 blev han tradad till Buffalo Sabres tillsammans med Patrik Berglund, Tage Thompson, ett draftval i första rundan 2019 och ett draftval i andra rundan 2021, i utbyte mot Ryan O'Reilly.

## Statistik

### Klubbkarriär
| 2003–04    | HC Slavia Praha   | CZE        | 1   | 0  | 0   | 0   | 0   | —  | — | —  | —  | —  |
| 2004–05    | HC Slavia Praha   | CZE        | 18  | 0  | 1   | 1   | 8   | —  | — | —  | —  | —  |
| 2005–06    | HC Slavia Praha   | CZE        | 33  | 1  | 9   | 10  | 28  | 11 | 2 | 3  | 5  | 10 |
| 2006–07    | HC Slavia Praha   | CZE        | 33  | 7  | 6   | 13  | 38  | —  | — | —  | —  | —  |
| 2007–08    | Providence Bruins | AHL        | 18  | 10 | 10  | 20  | 37  | 6  | 0 | 4  | 4  | 0  |
| 2007–08    | Boston Bruins     | NHL        | 48  | 1  | 6   | 7   | 24  | 6  | 2 | 0  | 2  | 0  |
| 2008–09    | Providence Bruins | AHL        | 44  | 20 | 24  | 44  | 83  | 14 | 2 | 11 | 13 | 43 |
| 2008–09    | Boston Bruins     | NHL        | 25  | 1  | 4   | 5   | 10  | —  | — | —  | —  | —  |
| 2009–10    | Providence Bruins | AHL        | 6   | 4  | 6   | 10  | 4   | —  | — | —  | —  | —  |
| 2009–10    | Boston Bruins     | NHL        | 61  | 4  | 6   | 10  | 30  | 13 | 0 | 2  | 2  | 15 |
| 2010–11    | St. Louis Blues   | NHL        | 65  | 7  | 22  | 29  | 69  | —  | — | —  | —  | —  |
| 2011–12    | St. Louis Blues   | NHL        | 73  | 5  | 15  | 20  | 42  | 9  | 1 | 1  | 2  | 15 |
| 2012–13    | HC Slavia Praha   | CZE        | 27  | 10 | 15  | 25  | 22  | —  | — | —  | —  | —  |
| 2012–13    | St. Louis Blues   | NHL        | 48  | 8  | 11  | 19  | 35  | 6  | 0 | 3  | 3  | 0  |
| 2013–14    | St. Louis Blues   | NHL        | 61  | 9  | 24  | 33  | 72  | 6  | 0 | 3  | 3  | 4  |
| 2014–15    | Avangard Omsk     | KHL        | 53  | 10 | 28  | 38  | 51  | 4  | 1 | 1  | 2  | 0  |
| 2015–16    | Avangard Omsk     | KHL        | 44  | 18 | 16  | 34  | 22  | 2  | 0 | 2  | 2  | 0  |
| 2016–17    | Avangard Omsk     | KHL        | 41  | 9  | 21  | 30  | 30  | 12 | 3 | 7  | 10 | 16 |
|            | St. Louis Blues   | NHL        | 1   | 1  | 0   | 1   | 0   | 11 | 2 | 4  | 6  | 2  |
| 2017–18    | St. Louis Blues   | NHL        | 81  | 11 | 20  | 31  | 50  | —  | — | —  | —  | —  |
| 2018–19    | Buffalo Sabres    | NHL        | —   | —  | —   | —   | —   | —  | — | —  | —  | —  |
| NHL totalt | NHL totalt        | NHL totalt | 463 | 47 | 108 | 155 | 332 | 51 | 5 | 13 | 18 | 36 |
| KHL totalt | KHL totalt        | KHL totalt | 138 | 37 | 65  | 102 | 103 | 18 | 4 | 10 | 14 | 16 |
| AHL totalt | AHL totalt        | AHL totalt | 68  | 34 | 40  | 74  | 114 | 20 | 2 | 15 | 17 | 43 |